# Evelyn Bernard
Evelyn Bernard (* 2. April 1988) ist eine ehemalige Fußballspielerin aus Estland.
Bernard erste bekannte Station war der Pärnu JK. Sie bestritt 2005 mindestens 10 Ligaspiele. Auch in der Saison 2006 stand sie noch im Erstliga-Kader des Vereines. Zur Saison 2007 stand sie dann nur noch im Kader der zweiten Mannschaft des Vereines. Ihr letztes bekanntes Spiel bestritt sie 2009 gegen Flora Tallinn II. Danach verließ sie den Verein. Weitere Stationen in der ersten zwei Spielklassen der estnischen Liga sind nicht mehr bekannt.